# Episodi di SOKO Wismar (tredicesima stagione)
La tredicesima stagione della serie televisiva SOKO Wismar è stata trasmessa in anteprima in Germania dalla ZDF tra il 7 ottobre 2015 e il 6 aprile 2016.
| nº | Titolo originale        | Titolo italiano | Prima TV Germania | Prima TV Italia |
| -- | ----------------------- | --------------- | ----------------- | --------------- |
| 1  | Die kleine Meerjungfrau | inedito         | 7 ottobre 2015    | inedito         |
| 3  | Die Kante von Wismar    | inedito         | 21 ottobre 2015   | inedito         |
| 4  | Die Geistersiedlung     | inedito         | 28 ottobre 2015   | inedito         |
| 5  | Der letzte Gast         | inedito         | 4 novembre 2015   | inedito         |
| 6  | Über den Wolken         | inedito         | 11 novembre 2015  | inedito         |
| 7  | Dornröschenschlaf       | inedito         | 18 novembre 2015  | inedito         |
| 8  | Gras drüber             | inedito         | 25 novembre 2015  | inedito         |
| 9  | Hausverbot              | inedito         | 9 dicembre 2015   | inedito         |
| 10 | Unter Strom             | inedito         | 16 dicembre 2015  | inedito         |
| 11 | Letzte Hoffnung Kloster | inedito         | 23 dicembre 2015  | inedito         |
| 12 | Feindliche Übernahme    | inedito         | 30 dicembre 2015  | inedito         |
| 13 | Der russische Soldat    | inedito         | 6 gennaio 2016    | inedito         |
| 14 | Rote Erna               | inedito         | 13 gennaio 2016   | inedito         |
| 15 | Numerus Clausus         | inedito         | 27 gennaio 2016   | inedito         |
| 16 | Die Wärme des Körpers   | inedito         | 3 febbraio 2016   | inedito         |
| 17 | Millionenerbe           | inedito         | 10 febbraio 2016  | inedito         |
| 18 | Der verlorene Sohn      | inedito         | 17 febbraio 2016  | inedito         |
| 19 | Tödliche Diagnose       | inedito         | 24 febbraio 2016  | inedito         |
| 20 | Zu Spät                 | inedito         | 2 marzo 2016      | inedito         |
| 21 | Der Dicke               | inedito         | 9 marzo 2016      | inedito         |
| 22 | Das Ende aller Träume   | inedito         | 16 marzo 2016     | inedito         |
| 23 | Freispruch              | inedito         | 23 marzo 2016     | inedito         |
| 24 | Damenwahl               | inedito         | 30 marzo 2016     | inedito         |
| 25 | Lebensretter            | inedito         | 6 aprile 2016     | inedito         |